# Velanda
Velanda est une localité de Suède située dans la commune de Trollhättan du comté de Västra Götaland. Elle couvre une superficie de 0,51 km2. En 2010, elle compte 581 habitants.